# Dubai Sheema Classic
Dubai Sheema Classic är ett emiratiskt galopplöp för fyraåriga och äldre fullblod som rids årligen på Meydan Racecourse i Dubai i Förenade Arabemiraten. Det rids i mars under Dubai World Cup Night. Det är ett Grupp 1-löp, det vill säga ett löp av högsta internationella klass.
Första upplagan av löpet reds 1998, då under namnet Dubai Turf Classic, och två år senare fick löpet sitt nuvarande namn.

## Segrare
| År   | Häst                                                 | Ålder                                                | Jockey                                               | Tränare                                              | Ägare                                                | Tid                                                  |
| ---- | ---------------------------------------------------- | ---------------------------------------------------- | ---------------------------------------------------- | ---------------------------------------------------- | ---------------------------------------------------- | ---------------------------------------------------- |
| 2022 | Shahryar                                             | 4                                                    | Cristian Demuro                                      | Hideaki Fujiwara                                     | Suday Racing                                         | 2:26.88                                              |
| 2021 | Mishriff                                             | 4                                                    | David Egan                                           | John Gosden                                          | Prince Abdul Rahman al Faisal                        | 2:26.65                                              |
| 2020 | Inställt på grund av den pågående COVID-19-pandemin. | Inställt på grund av den pågående COVID-19-pandemin. | Inställt på grund av den pågående COVID-19-pandemin. | Inställt på grund av den pågående COVID-19-pandemin. | Inställt på grund av den pågående COVID-19-pandemin. | Inställt på grund av den pågående COVID-19-pandemin. |
| 2019 | Old Persian                                          | 4                                                    | William Buick                                        | Charlie Appleby                                      | Godolphin Racing                                     | 2:27.17                                              |
| 2018 | Hawkbill                                             | 5                                                    | William Buick                                        | Charlie Appleby                                      | Godolphin Racing                                     | 2:29.45                                              |
| 2017 | Jack Hobbs                                           | 5                                                    | William Buick                                        | John Gosden                                          | Godolphin Racing                                     | 2:32.39                                              |
| 2016 | Postponed                                            | 5                                                    | Andrea Atzeni                                        | Roger Varian                                         | Mohammed Obaid Al Maktoum                            | 2:26.97                                              |
| 2015 | Dolniya                                              | 4                                                    | Christophe Soumillon                                 | Alain de Royer-Dupré                                 | Aga Khan IV                                          | 2:28.29                                              |
| 2014 | Gentildonna                                          | 5                                                    | Ryan Moore                                           | Sei Ishizaka                                         | Sunday Racing                                        | 2:27.25                                              |
| 2013 | St Nicholas Abbey                                    | 6                                                    | Joseph O'Brien                                       | Aidan O'Brien                                        | Smith / Magnier / Tabor                              | 2:27.70                                              |
| 2012 | Cirrus des Aigles                                    | 6                                                    | Olivier Peslier                                      | Corine Barande-Barbe                                 | Dupouy/Niel                                          | 2:31.30                                              |
| 2011 | Rewilding                                            | 4                                                    | Frankie Dettori                                      | Mahmood al Zarooni                                   | Godolphin Racing                                     | 2:29.01                                              |
| 2010 | Dar Re Mi                                            | 5                                                    | William Buick                                        | John H. M. Gosden                                    | Lord Lloyd-Webber                                    | 2:31:84                                              |
| 2009 | Eastern Anthem                                       | 5                                                    | Ahmed Ajtebi                                         | Mubarak bin Shafya                                   | Hamdan Al Maktoum                                    | 2:31:84                                              |
| 2008 | Sun Classique                                        | 5                                                    | Kevin Shea                                           | Mike de Kock                                         | L. Cohen / W. V. Rippon                              | 2:27.45                                              |
| 2007 | Vengeance of Rain                                    | 6                                                    | Anthony Delpech                                      | David E. Ferraris                                    | R. G. Chow Hon Man                                   | 2:31.03                                              |
| 2006 | Heart's Cry                                          | 5                                                    | Christophe Lemaire                                   | Kojiro Hashiguchi                                    | Shadai Racehorse                                     | 2:31.89                                              |
| 2005 | Phoenix Reach                                        | 5                                                    | Martin Dwyer                                         | Andrew Balding                                       | Winterbeck Manor Stud                                | 2:30.54                                              |
| 2004 | Polish Summer                                        | 7                                                    | Gary Stevens                                         | André Fabre                                          | Khalid Abdullah                                      | 2:31.09                                              |
| 2003 | Sulamani                                             | 4                                                    | Frankie Dettori                                      | Saeed bin Suroor                                     | Godolphin Racing                                     | 2:27.67                                              |
| 2002 | Nayef                                                | 4                                                    | Richard Hills                                        | Marcus Tregoning                                     | Hamdan Al Maktoum                                    | 2:29.64                                              |
| 2001 | Stay Gold                                            | 7                                                    | Yutaka Take                                          | Yasuo Ikee                                           | Shadai Racehorse                                     | 2:28.23                                              |
| 2000 | Fantastic Light                                      | 4                                                    | Kieren Fallon                                        | Sir Michael Stoute                                   | Maktoum Al Maktoum                                   | 2:27.70                                              |
| 1999 | Fruits of Love                                       | 4                                                    | Kieren Fallon                                        | Mark Johnston                                        | Michael Doyle                                        | 2:28.45                                              |
| 1998 | Stowaway                                             | 4                                                    | Frankie Dettori                                      | Saeed bin Suroor                                     | Godolphin Racing                                     | 2:29.01                                              |